# Нємцева Кристина Валеріївна
Кристина Валеріївна Нємцева (15 червня 1998, Соледар) — українська волейболістка, ліберо. Гравець національної збірної. Триразова чемпіонка Євроліги. Майстер спорту України міжнародного класу (2023).

## Із біографії
За основний склад «Хіміка» почала виступати в сезоні 2015/2016. У складі студентської збірної стала бронзовою медалісткою Універсіади 2017 року. На цьому змаганні вона представляла Харківську державну академію фізичної культури.
В національній збірній стала чемпіонкою Європейської волейбольної ліги 2017, 2023 і 2025 років. Єдина спортсменка, яка входила до складу збірної на восьми турнірах Євроліги (2017—2025). Була серед кандидатів на участь у чемпіонаті Європи 2019 року, але в останній момент отримала травму і залишилася поза турніром. На наступних двох турнірах була основним ліберо команди.

## Клуби
| Роки      | Команди                |
| --------- | ---------------------- |
| 2015—2022 | «Хімік» (Южне)         |
| 2022—2024 | СК «Прометей» (Дніпро) |
| 2024—2025 | «Буковинка» (Чернівці) |
| 2025—     | «Радомка» (Радом)      |

## Досягнення
Європейська ліга
- Перше місце (3): 2017, 2023, 2025

Чемпіонат України
- Перше місце (7): 2016, 2017, 2018, 2019, 2023, 2024, 2025
- Друге місце (2): 2021, 2022

Кубок України
- Перше місце (6): 2016, 2017, 2018, 2019, 2020, 2024
- Друге місце (3): 2021, 2022, 2025

Суперкубок України
- Перше місце (6): 2016, 2017, 2018, 2019, 2023, 2024

## Статистика
У збірній:
| Рік    | Турнір                   | Ігри | Сети | Очки | Ср.  | Місце | Примітки |
| ------ | ------------------------ | ---- | ---- | ---- | ---- | ----- | -------- |
| 2017   | Золота євроліга          | 2    | 2    | 0    | 0    | 1     |          |
| 2018   | Золота євроліга          | 6    | 21   | 0    | 0    |       |          |
| 2019   | Золота євроліга          | 6    | 20   | 1    | 0,05 |       |          |
| 2021   | Золота євроліга          | 4    | 15   | 0    | 0    |       |          |
|        | Чемпіонат Європи         | 6    | 20   | 0    | 0    |       |          |
| 2022   | Золота євроліга          | 4    | 18   | 0    | 0    |       |          |
| 2023   | Золота євроліга          | 8    | 29   | 0    | 0    | 1     |          |
|        | Кубок претендентів       | 3    | 11   | 0    | 0    | 4     |          |
|        | Чемпіонат Європи         | 6    | 22   | 0    | 0    |       |          |
|        | Олімпійська кваліфікація | 7    | 24   | 0    | 0    |       |          |
| 2024   | Золота євроліга          | 6    | 22   | 0    | 0    | 5     |          |
| 2025   | Золота євроліга          | 8    | 28   | 0    | 0    | 1     |          |
| Всього |                          |      |      |      |      |       |          |

## Галерея

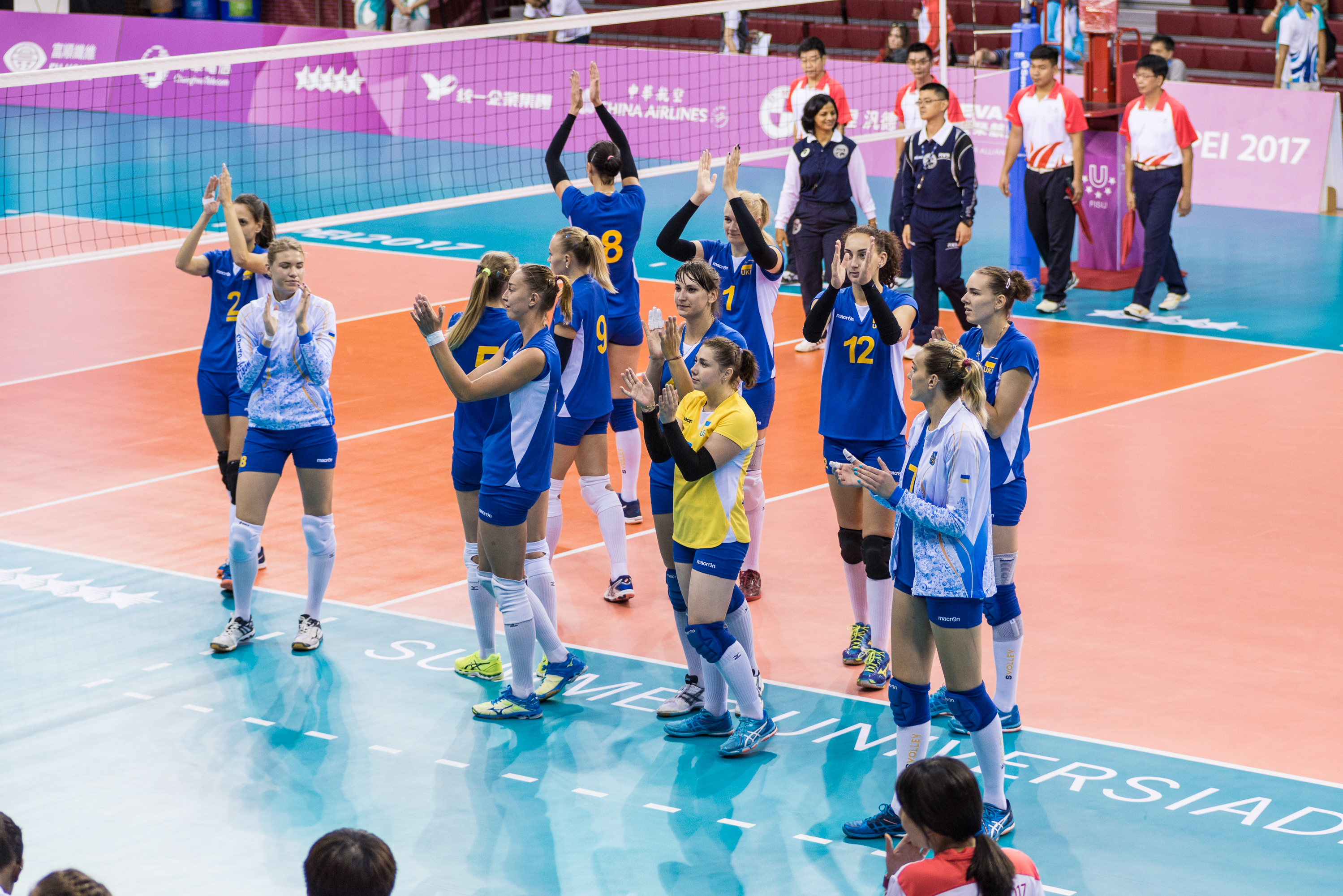
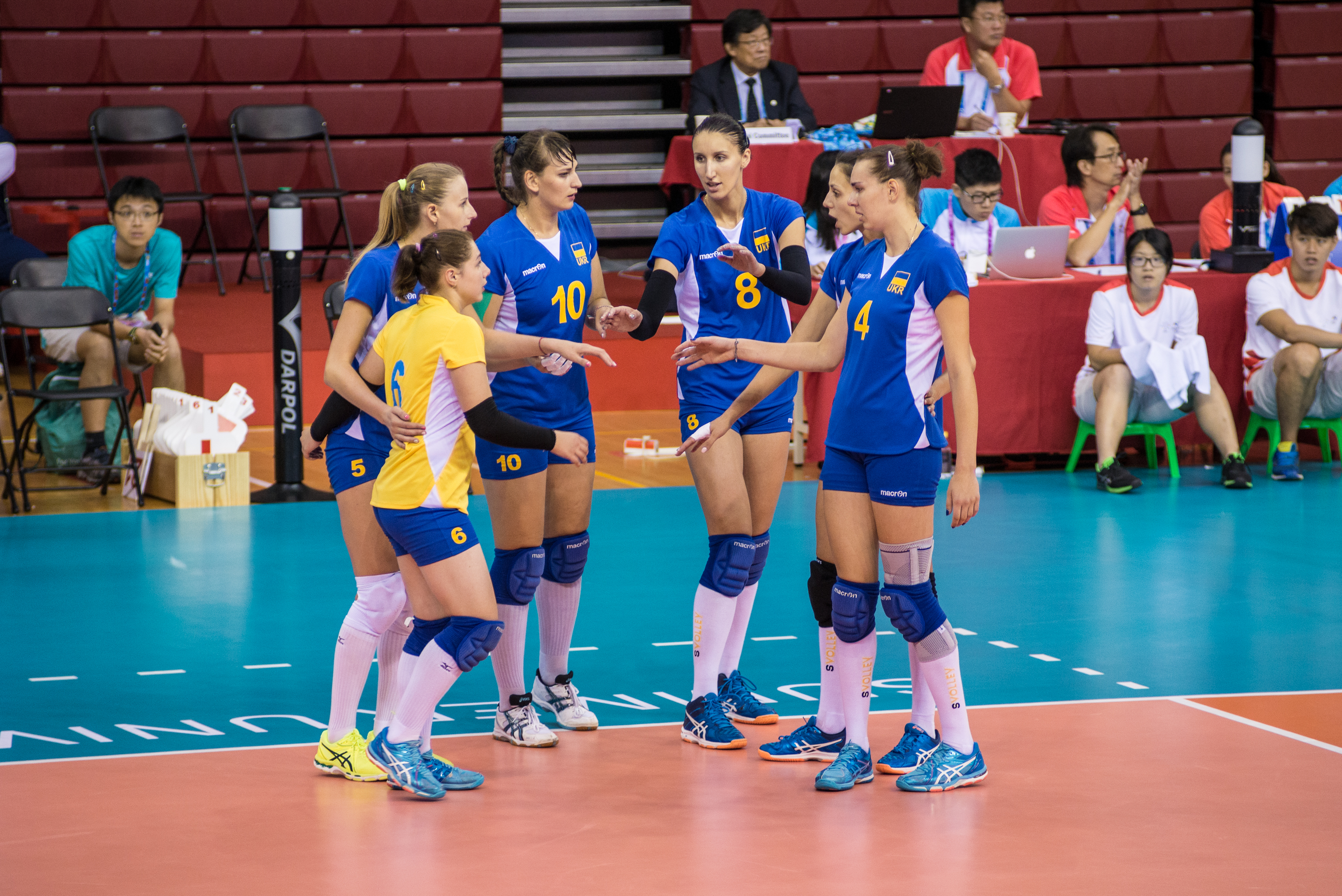
Кристина Нємцева (№ 6), Катерина Сільченкова (№ 5), Ганна Кириченко (№ 10), Анастасія Крайдуба (№ 8),  Марина Дегтярьова (№ 2), Діана Мелюшкина (№ 4).